# Vương quốc Kush
Vương quốc Kush hoặc Kush (/kʊʃ, kʌʃ/) là một vương quốc cổ đại ở châu Phi nằm trên khu vực hợp lưu của sông Nile Xanh, Nile Trắng và sông Atbara, ngày nay là cộng hòa Sudan.
Được thành lập vào giai đoạn cuối thời kỳ đồ đồng cùng với thời điểm Tân Vương Quốc suy tàn ở Ai Cập, kinh đô của nó đặt tại Napata trong giai đoạn đầu. Sau khi vua Kashta ("người Kush") xâm chiếm Ai Cập vào thế kỷ thứ 8 trước Công nguyên, các vị vua người Kush đã cai trị như là pharaoh của triều đại thứ 25 của Ai Cập suốt một thế kỷ, cho đến khi họ bị Psamtik I đánh đuổi vào năm 656 TCN.
Trong thời đại cổ điển, kinh đô của Kush nằm tại Meroe. Trong những tác phẩm địa lý Hy Lạp thời kỳ đầu, vương quốc Meroe được biết đến với tên gọi Ethiopia. Vương quốc Kush với kinh đô là Meroe đã tồn tại cho đến tận thế kỷ thứ 4 CN, khi mà nó bị suy yếu và tan rã do các cuộc nội chiến. Sau cùng, kinh đô của người Kush đã bị vương quốc Axum đánh chiếm và thiêu trụi hoàn toàn.

## Tên gọi
Tên gốc ban đầu của vương quốc này được ghi nhận tại Ai Cập như là k3š, có khả năng phát âm là / kuɫuʃ / hoặc / kuʔuʃ / theo ngôn ngữ miền Trung Ai Cập khi thuật ngữ này được sử dụng lần đầu để chỉ Nubia, dựa trên sự chuyển ngữ tiếng Akkad thời Tân Vương Quốc như là sở hữu cách kūsi. Nó cũng là một thuật ngữ dân tộc dùng để chỉ những cư dân bản địa đã xây dựng nên vương quốc Kush. Thuật ngữ này cũng được hiển thị trong tên người của người Kush, như vua Kashta (một phiên âm của k3š-t3 "(người từ) đất Kush"). Về mặt địa lý, Kush là tên gọi chung cho khu vực phía nam của thác nước thứ nhất. Kush cũng là quê hương của những vị vua thuộc triều đại thứ 25.

## Chinh phục Ai Cập (Vương triều thứ 25)

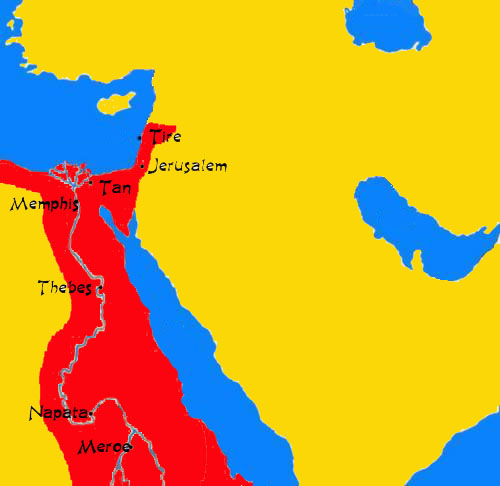
Lãnh thổ cực đại của Kush vào năm 700 TCN

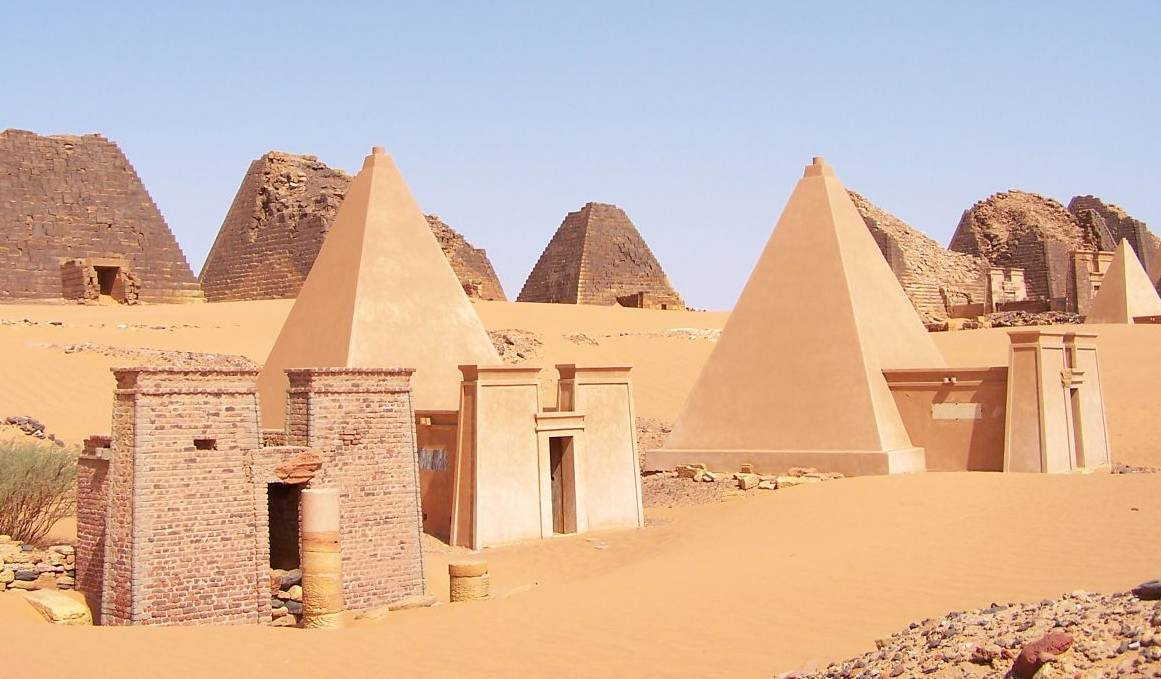
Các kim tự tháp Meroe ở Su dan – Di sản văn hóa thế giới của UNESCO.

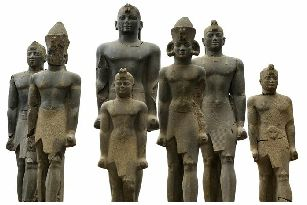
Triều đại thứ 25